# シャンガンギア
シャンガンギア (Xianguangia) は、カンブリア紀に生息していた。澄江動物群の1つである。刺胞動物の一種と考えられている。全長は6.0cmほど。

## 概要
円筒形の体の上に、吻を取り囲むように16本前後の触手が並び、体の底は円形の組織があり、海底に固着していたと考えられる。体は縦方向に線条が走る。現生のイソギンチャクによく似ている。
硬組織をもたない付着生物であることから、エディアカラ生物群との関連が指摘されている。